# Artur Ekert
Artur Konrad Ekert (* 19. September 1961 in Breslau) ist ein polnisch-britischer Physiker, der sich mit Quanteninformatik beschäftigt.

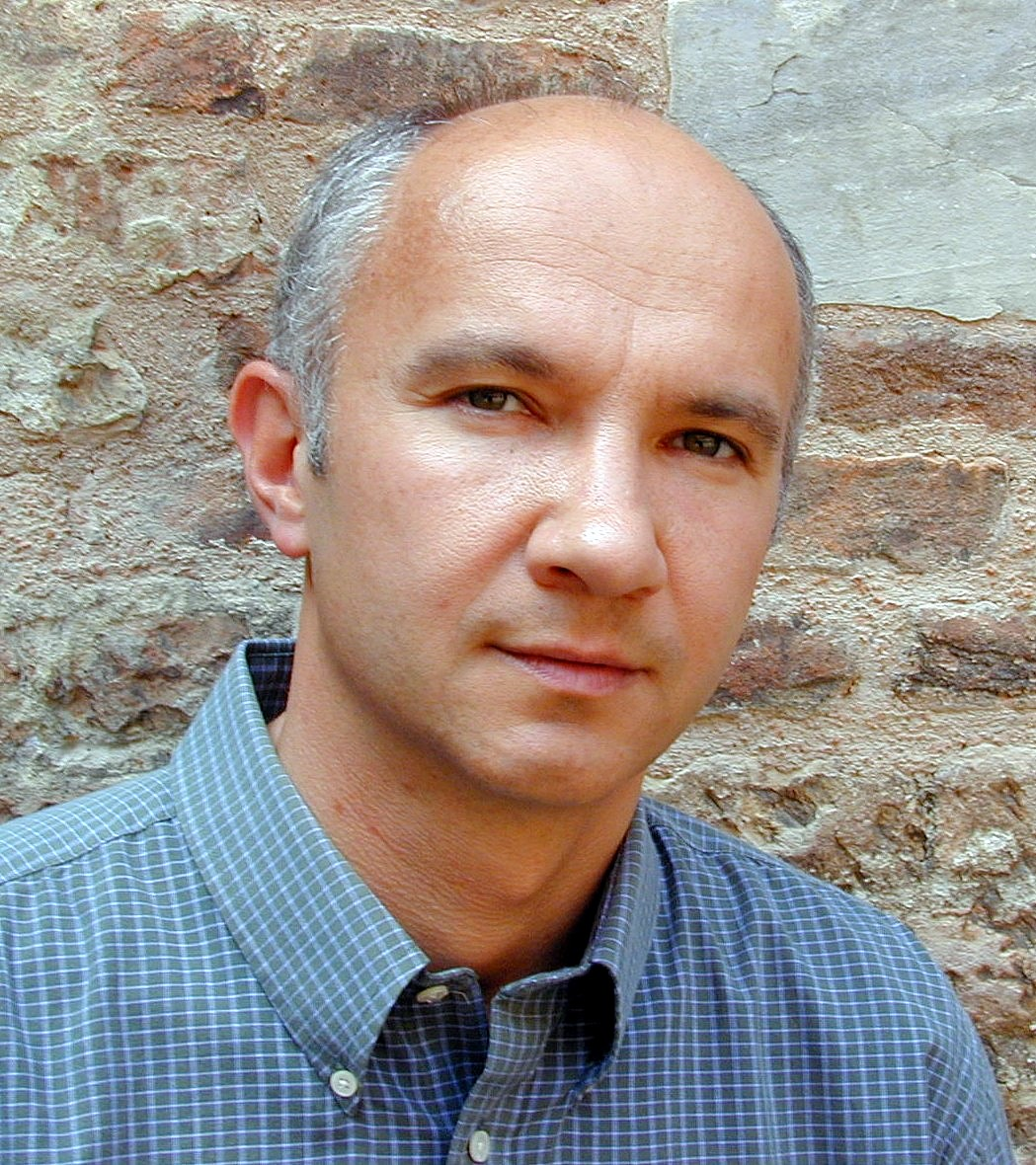
Artur Ekert

## Leben
Ekert studierte an der Jagiellonen-Universität Krakau Physik und Mathematik, wo er 1985 sein Diplom machte. Ab 1987 studierte er weiter am Imperial College London und am Wolfson College der Universität Oxford, wo er 1991 mit einer von David Deutsch betreuten Dissertation promoviert wurde. Danach war er Research Fellow am Merton College in Oxford, ab 1993 Leiter der Quanteninformatik-Gruppe am Clarendon-Laboratorium und ab 1998 Professor für Physik in Oxford (sowie Fellow am Keble College). Von 2002 bis 2006 war er Leigh Trapnell Professor of Quantum Physics an der Cambridge University, Direktor des dortigen Zentrums für Quanteninformatik und Fellow des King’s College. Gleichzeitig war er ab 2002 Professor an der National University of Singapore und dort von 2007 bis 2020 Gründungsdirektor des Centre for Quantum Technologies. Seit 2006 ist er Professor of Quantum Physics am Mathematischen Institut der Universität Oxford.  Seit 2020 ist er adjunct professor am Okinawa Institute of Science and Technology.
Ekert hat die britische und die polnische Staatsbürgerschaft.

## Werk
Ekert zeigte in seiner Dissertation eine neue (prinzipiell absolut sichere) Möglichkeit der Quantenkryptographie (Schlüsselverteilungs-Protokoll) mit Quantenverschränkung. Experimente dazu, die die prinzipielle Realisierbarkeit zeigten, führte er in Zusammenarbeit mit John Rarity und Paul Tapster vom DRA (Defense Research Agency) in Malvern durch. Realisierungen des Ekert-Protokolls über Entfernungen von 360 m führte Anton Zeilinger mit Mitarbeitern 1999 aus. Das Ekert-Protokoll oder Varianten davon liegen den Vorschlägen zugrunde, die geräte-unabhängige sichere Schlüsselverteilung (device-independent security) zum Ziel haben.
Von Ekert stammen außerdem fundamentale Arbeiten über Quantencomputer, Quantenalgorithmen und Quantenkommunikation, insbesondere im Bezug auf den Einfluss von und Verhinderung von Dekohärenz sowie mehrere vielzitierte Übersichtsartikel.

## Ehrungen und Mitgliedschaften
1995 erhielt er die Maxwell-Medaille des Institute of Physics, dessen Fellow er seit 2004 ist. 2007 erhielt er die Hughes-Medaille der Royal Society. 1993 bis 2000 war er Howe Fellow der Royal Society. 2004 erhielt er mit anderen den Descartes-Preis der EU. 2016 wurde er zum Mitglied der Royal Society und der Academia Europaea gewählt und erhielt den International Quantum Communication Award zugesprochen.
Seit 2019 zählt ihn der Medienkonzern Clarivate zu den Favoriten auf einen Nobelpreis (Clarivate Citation Laureates).

## Schriften (Auswahl)
- A. Ekert: Quantum cryptography based on Bell’s theorem. In: Phys. Rev. Lett. Band 67, 1991, S. 661, doi:10.1103/PhysRevLett.67.661.
- mit John G. Rarity, Paul R. Tapster, G. Massimo Palma: Practical quantum cryptography based on two-photon interferometry. In: Phys. Rev. Lett. Band 69, 1992, S. 1293, doi:10.1103/PhysRevLett.69.1293.
- mit Charles H. Bennett, G. Brassard: Quantum cryptography. In: Scientific American. Band 267, Nr. 4, 1992, S. 50–57, JSTOR:24939253.
- mit M. Zukowski, A. Zeilinger, M. A. Horne: Event-ready-detectors Bell experiment via entanglement swapping. In: Phys. Rev. Lett. Band 71, 1993, S. 4287–4290, doi:10.1103/PhysRevLett.71.4287.
- Adriano Barenco, David Deutsch, Artur Ekert, Richard Jozsa: Conditional Quantum Dynamics and Logic Gates. In: Phys. Rev. Lett. Band 74, 1995, S. 4083, doi:10.1103/PhysRevLett.74.4083, arxiv:quant-ph/9503017.
- David Deutsch, Artur Ekert, Richard Jozsa, Chiara Macchiavello, Sandu Popescu, Anna Sanpera: Quantum Privacy Amplification and the Security of Quantum Cryptography over Noisy Channels. In: Phys. Rev. Lett. Band 77, 1996, S. 2818, doi:10.1103/PhysRevLett.77.2818, arxiv:quant-ph/9604039.
- G. Massimo Palma, Kalle-antti Suominen, Artur Ekert: Quantum computers and dissipation. In: Proc. Roy. Soc. A. Band 452, Nr. 1946, 1996, S. 567–584, doi:10.1098/rspa.1996.0029, arxiv:quant-ph/9702001.
- mit V. Vedral, A. Barenco: Quantum networks for elementary arithmetic operations. In: Phys. Rev. A. Band 54, 1996, S. 147, doi:10.1103/PhysRevA.54.147, arxiv:quant-ph/9511018.
- Artur Ekert, Richard Jozsa: Quantum computation and Shor's factoring algorithm. In: Rev. Mod. Phys. Band 68, 1996, S. 733, doi:10.1103/RevModPhys.68.733.
- mit S. F. Huelga, C. Macchiavello, T. Pellizzari, M. B. Plenio, J. I. Cirac: Improvement of frequency standards with quantum entanglement. In: Phys. Rev. Lett. Band 79, 1997, S. 3865, doi:10.1103/PhysRevLett.79.3865, arxiv:quant-ph/9707014.
- R. Cleve, A. Ekert, C. Macchiavello, M. Mosca: Quantum algorithms revisited. In: Proc. Roy. Soc. A. Band 454, Nr. 1969, 1998, S. 339–354, doi:10.1098/rspa.1998.0164, arxiv:quant-ph/9708016.
- Herausgeber mit Dirk Bouwmeester, Anton Zeilinger: The Physics of Quantum Information: Quantum Cryptography, Quantum Teleportation, Quantum Computation. Springer, 2000.
- mit J. A. Jones, V. Vedral, G. Castagnoli: Geometric quantum computation using nuclear magnetic resonance. In: Nature, Band 403. 2000, S. 869–871, doi:10.1038/35002528, arxiv:quant-ph/9910052.
- mit M. Christandl, N. Datta, A. J. Landahl: Perfect state transfer in quantum spin networks. In: Phys. Rev. Lett. Band 92, 2004, S. 187902, doi:10.1103/PhysRevLett.92.187902, arxiv:quant-ph/0309131.